# Torneo Godó 1999 - Qualificazioni doppio
Le qualificazioni del doppio  del Torneo Godó 1999 sono state un torneo di tennis preliminare per accedere alla fase finale della manifestazione. I vincitori dell'ultimo turno sono entrati di diritto nel tabellone principale. In caso di ritiro di uno o più giocatori aventi diritto a questi sono subentrati i lucky loser, ossia i giocatori che hanno perso nell'ultimo turno ma che avevano una classifica più alta rispetto agli altri partecipanti che avevano comunque perso nel turno finale.
Le qualificazioni del doppio del torneo Torneo Godó 1999 prevedevano 8 coppie partecipanti di cui 2 sono entrate nel tabellone principale.

## Teste di serie
1. Nuno Marques /  Tom Vanhoudt (Qualificati)
2. Karim Alami /  Albert Portas (ultimo turno)

1. Francisco Cabello /  Francisco Costa (Qualificati)
2. Željko Krajan /  Ivan Ljubičić (ultimo turno)

## Qualificati
1. Nuno Marques  /   Tom Vanhoudt

1. Francisco Cabello  /   Francisco Costa

## Tabellone

### Legenda
| - Q = Qualificato - WC = Wild card - LL = Lucky loser | - ALT = Alternate - SE = Special Exempt - PR = Protected Ranking | - w/o = Walkover - r = Ritirato - d = Squalificato |

### Sezione 1
|  | Primo turno | Primo turno                                   | Primo turno                                   | Primo turno | Primo turno |  |  | Ultimo turno | Ultimo turno                | Ultimo turno | Ultimo turno | Ultimo turno |  |
|  |             |                                               |                                               |             |             |  |  |              |                             |              |              |              |  |
|  | 1           | Nuno Marques Tom Vanhoudt                     | Nuno Marques Tom Vanhoudt                     | 6           | 7           |  |  |              |                             |              |              |              |  |
|  |             | Feliciano López Tommy Robredo                 | Feliciano López Tommy Robredo                 | 4           | 6           |  |  | 1            | Nuno Marques Tom Vanhoudt   | 6            | 4            | 6            |  |
|  | 4           | Željko Krajan Ivan Ljubičić                   | Željko Krajan Ivan Ljubičić                   | 6           | 6           |  |  | 4            | Željko Krajan Ivan Ljubičić | 1            | 6            | 1            |  |
|  |             | Alvaro Izquierdo-Ordovas Jacob Martin-Skilton | Alvaro Izquierdo-Ordovas Jacob Martin-Skilton | 2           | 2           |  |  |              |                             |              |              |              |  |

### Sezione 2
|  | Primo turno | Primo turno                                 | Primo turno | Primo turno | Primo turno |  |  | Ultimo turno | Ultimo turno                      | Ultimo turno | Ultimo turno | Ultimo turno |  |
|  |             |                                             |             |             |             |  |  |              |                                   |              |              |              |  |
|  | 2           | Karim Alami Albert Portas                   | 7           | 3           | 6           |  |  |              |                                   |              |              |              |  |
|  |             | Emilio Benfele Álvarez Oscar Burrieza-Lopez | 5           | 6           | 1           |  |  | 2            | Karim Alami Albert Portas         | 3            | 7            | 3            |  |
|  | 3           | Francisco Cabello Francisco Costa           | 5           | 6           | 7           |  |  | 3            | Francisco Cabello Francisco Costa | 6            | 5            | 6            |  |
|  |             | David Sánchez Oscar Serrano-Gamez           | 7           | 3           | 6           |  |  |              |                                   |              |              |              |  |